# メアリー・ハワード (ノーフォーク公爵夫人)
ノーフォーク公爵夫人及び第7代モードント男爵メアリー・ハワード（Mary Howard, Duchess of Norfolk and 7th Baroness Mordaunt, 1659年 - 1705年11月17日）は、イングランドの女性貴族。ピーターバラ伯ヘンリー・モードントの1人娘。

## 生涯
1677年にアランデル伯ヘンリー・ハワードと結婚、1684年にヘンリーがノーフォーク公位を継承したためノーフォーク公爵夫人となった。ところが、翌1685年にメアリーの不倫が発覚するとヘンリーから別居を言い渡され、1692年にヘンリーが浮気相手のジョン・ジャーメインに慰謝料を請求する裁判沙汰に発展した。裁判の結果ヘンリーは僅かな賠償金しか得られず、メアリーは1697年に亡くなった父の爵位の1つだったモードント男爵を相続、1700年にヘンリーと離婚してジャーメインと再婚、1705年に亡くなった。
遺体はノーサンプトンシャーのロウィックにある聖ペテロ教会に安置された。どちらの結婚でも子供が生まれなかったため爵位は従弟のピーターバラ伯チャールズ・モードントが継承、土地はジャーメインが手に入れた。